# A Daughter of the Night
A Daughter of the Night è un cortometraggio muto del 1916 diretto da Francis Powers.

## Produzione
Il film fu prodotto dalla Independent Moving Pictures Co. of America (IMP).

## Distribuzione
Distribuito dall'Universal Film Manufacturing Company, il film uscì nelle sale cinematografiche USA il 4 agosto 1916.